# Pont de Bakewell
Le pont de Bakewell est un pont en arc en pierre monument classé (scheduled monument) Grade I, enjambant la rivière Wye à Bakewell, dans le Derbyshire.

## Histoire
Le pont remonte au 14ème siècle et a été construit en pierre de taille. Le pont comporte cinq arches à crues, dont l'une supporte la base d'une croix, et a été élargie au XIXe siècle,. Il permet le passage de la route A619, qui commence à Bakewell et mène, via Chesterfield, à Worksop dans le Nottinghamshire.